# Jeanne Oosting Prijs
De Jeanne Oosting Prijzen worden sinds 1970 jaarlijks uitgereikt aan kunstenaars binnen de figuratieve kunst, als waardering voor individuele artistieke kwaliteit. Zij hebben het karakter van een oeuvreprijs. De prijs is ingesteld door Jeanne Bieruma Oosting. 
Sinds haar overlijden in 1994 wordt de prijstoekenning door de Jeanne Oosting Stichting georganiseerd. 
De toekenning wordt gedaan door een jury die bestaat uit collega-kunstenaars. De prijs bestaat anno 2021 uit een geldbedrag van 7.500 euro en een bronzen penning van medailleur Jennifer Hoes. In het verleden zijn in opdracht van de Jeanne Oosting Stichting penningen ontworpen door Eric Claus en Leo van den Bos. 
Elk jaar worden er twee prijzen uitgereikt: een voor schilderijen en een voor aquarellen.

## Winnaars
| Jaar | Schilderij                 | Aquarel                |
| ---- | -------------------------- | ---------------------- |
| 2024 | Reinier Lucassen           | Sander van Deurzen     |
| 2023 | Natasja Kensmil            | Sands Murray-Wassink   |
| 2022 | Peter Koole                | Christiaan Bastiaans   |
| 2021 | Lily van der Stokker       | Nour-Eddine Jarram     |
| 2020 | Janine van Oene            | Maria Roosen           |
| 2019 | Hannah van Bart            | Jacco Olivier          |
| 2018 | Bettie van Haaster         | Henk Visch             |
| 2017 | Charlotte Schleiffert      | Arjan van Helmond      |
| 2016 | Jo Baer                    | Kinke Kooi             |
| 2015 | Corinne Bonsma             | Jantien Jongsma        |
| 2014 | Derk Thijs                 | Jan van de Pavert      |
| 2013 | Jan Beutener               | Aline Thomassen        |
| 2012 | Rik Meijers                | David Haines           |
| 2011 | Ad Gerritsen               | Sara van der Heide     |
| 2010 | Emo Verkerk                | Rob Voerman            |
| 2009 | Ina van Zyl                | Pieter Kusters         |
| 2008 | Paul Nassenstein           | Sipke Huismans         |
| 2007 | Gé-Karel van der Sterren   | Marinus Fuit           |
| 2006 | Dora Dolz                  | Henri de Haas          |
| 2005 | Ria Rettich                | Gabriëlle van de Laak  |
| 2004 | Ronald Ophuis              | Fred Fritschy          |
| 2003 | Ronald Zuurmond            | Victor Roerade         |
| 2002 | Pien Hazenberg             | Arie Berkulin          |
| 2001 | Elizabeth de Vaal          | Stan Klamer            |
| 2000 | Mai van Oers               | Reinoud van Vught      |
| 1999 | Elly Strik                 | Philip Akkerman        |
| 1998 | Fons Haagmans              | Gijs Assmann           |
| 1997 | Hans Ebeling Koning        | Hans de Wit            |
| 1996 | Lisa Couwenbergh           | Helen Frik             |
| 1995 | Floor van Keulen           | Mariëtte Linders       |
| 1994 | Amitai Ben David           | Sylvie Zijlmans        |
| 1993 | Sandra Derks               | Ronald Versloot        |
| 1992 | Hillebrand van Kampen      | Marjolijn Juray        |
| 1991 | Annette Ong                | Henri Plaat            |
| 1990 | Jan van der Pol            | Harry Visser           |
| 1989 | Hanneke Daane              | Rein Dool              |
| 1988 | Erik ten Broecke           | Lei Molin              |
| 1987 | Jan Sierhuis               | Jef Diederen           |
| 1986 | Paul Hugo ten Hoopen       | Willem den Ouden       |
| 1985 | Marian Plug                | Constant Nieuwenhuys   |
| 1984 | Jacques van Alphen         | Pieter Hermanides      |
| 1983 | Selma Trapman              | William Lindhout       |
| 1982 | Dick Zwier                 | Jan Spiering           |
| 1981 | Jan Roeland                | Dick Cassée            |
| 1980 | Ed Dukkers                 | Peter Vos              |
| 1979 | Otto B. de Kat             | Co Westerik            |
| 1978 | Jaap Hillenius             | Mariëtte Nijsten       |
| 1977 | Annemarie Fischer          | Clara de Jong          |
| 1976 | Gerbrand Volger            | Jet Schregardus        |
| 1975 | Jopie Roosenburg-Goudriaan | Martin Postma          |
| 1974 | Paul Husner                | Dora Esser-Wellensiek  |
| 1973 | Daniëlle Kooi              | Dirk van Gulik         |
| 1972 | geen prijs                 | geen prijs             |
| 1971 | Clara de Jong              | Theodoor Heynes        |
| 1970 | Wim Steijn                 | Reinald van den Steene |